# Filozofický ústav RAV
Filosofický ústav RAV (rusky Институт философии Российской академии наук, anglicky Institute of Philosophy RAS) je jeden z ústavů Ruské akademie věd. Sídlí v Moskvě a je hlavním výzkumným pracovištěm v oboru filozofie v Rusku.

## Historie
Ústav byl zřízen v roce 1929 rozhodnutím Předsednictva Ústředního výkonného výboru SSSR (po roce 1938 Nejvyšší sovět Sovětského svazu).

## Struktura
FÚ RAV se člení na několik vědeckých útvarů, včetně odboru logiky, historicko-filozofické vědy, teorie vědy, filozofie náboženství, etiky aj. V sovětském období fungovalo oddělení pro kritiku moderní buržoazní filozofie západních zemí. Jedna z knih, připravených tímto oddělením, byla vydána v komunistickém Československu.

## Publikační a vydavatelská činnost
V rámci ústavu vychází také několik oborových periodik: Otázky filozofie, Filozofický časopis a mnoho dalších. Několik knih, vydaných Filozofickým ústavem AV SSSR, bylo přeloženo do češtiny:
- Dějiny filosofie (původním názvem: Istorija filosofii I). Redakce : Georgij Alexandrov, Bernard Bychovskij, Pavel Judin, Mark Mitin; překlad : Milena Kirschnerová, Věra Kleslová, Hana Malínská, Marie Rottová a Zora Rozehnalová; Překlad revidoval a předmluvou opatřil Jindřich Zelený. 1., autorisované vyd. Svazek I (Filosofie antické a feudální společnosti). Praha: Svoboda, 1950. 2 svazky.
- Dějiny filosofie (původním názvem: Istorija filosofii II). Redakce : Georgij Alexandrov, Bernard Bychovskij, Pavel Judin, Mark Mitin; překlad : Hana Malínská a Jaroslav Vlček. 1., autorizované vyd. Svazek II ("Filosofie XV.—XVIII. století"). Praha: Svoboda, 1952. 2 svazky (518 s.).
- Dějiny filosofie I—V. Za redakce M.A. Dynnika, Marka Mitina, Michaila Jovčuka, Teodora Ojzermana aj. 1. vyd. Praha: Státní nakladatelství politické literatury, 1959—1963. 5 svazků.
- , 1977. Buržoazní filozofie 20. století. Redakce : Lev Mitrochin, Teodor Ojzerman, Ljudmila Šeršenko; překlad : Zora Rozehnalová. 1. vyd. Praha: Svoboda. 364 s.
 Seznam kapitol:
Lev Mitrochin „Úvod“;
Nina Julinová „Realismus v americké a evropské filozofii 20. století“;
Jurij Melvil „Pragmatismus“;
Vladislav Lektorskij „Od pozitivismu k novopozitivismu“;
L. N. Filippov „Strukturalismus“;
Valerij Lejbin „Klasická psychoanalýza a neofreudismus“;
Erich Solovjov „Existencialismus“;
Ljudmila Šeršenko a Irena Vdovinová „Personalismus“;
Tamara Kuzminová „Novoprotestantismus“;
Leonid Grekov „Novotomismus - filozofie soudobého katolicismu“.